# Leonardo Sarao
Leonardo S. Sarao (Imus, 13 april 1921 - 31 juli 2001) was een Filipijns ondernemer. Hij was de oprichter en eigenaar van Sarao Motors Inc., de eerste en meest bekende producent van de kleurrijke Jeepneys.

## Biografie
Leonardo Sarao werd geboren op 13 april 1921 in de Filipijnse hoofdstad Manilla. Zijn ouders waren Zacarias Sarao en Maria Salvador. Sarao voltooide alleen lagere schoolonderwijs en werkte daarna onder meer bij de spoorwegen, was tuinman van een school, werkte als boer. Verder was hij automonteur en reed ook op een kaleza (een paard en wagen) om in zijn levensonderhoud te voorzien. 
In 1953 begon Sarao een klein werkplaats in Las Piñas, waar hij samen met zijn broers oude door de Amerikanen achtergelaten jeeps ombouwde tot een transportmiddel, een zogenaamde jeepney. Het duurde twee jaar tot het eerste exemplaar gereed was. Dit vervoersmiddel zou in de loop der jaren uitgroeien tot een van de meest populaire transportmiddelen in de Filipijnen en een van de nationale symbolen van de Filipijnen. De kleurrijke en opvallende Jeepneys bepalen jaren later nog steeds het straatbeeld in de Filipijnen. In tien jaar tijd groeide de werkplaats uit tot Sarao Motors Inc. Het aantal werknemers groeide van een handvol tot enkele honderden in de hoogtijddagen van het bedrijf in de jaren '60, '70 en '80. In die periode produceerde Sarao Motors 12 tot 18 Jeepneys per dag was het merendeel van de Jeepneys in de Filipijnse hoofdstad Manilla afkomstig van Sarao Motors. Door het succes met Sarao Motors kon Sarao ook andere bedrijven ondernemen. Zo was hij ook eigenaar van Pagsanjan Tropical Hotel & Resort, Liberator Transport Corporation en Las Piñas Finance Corporation.
De aziatische financiële crisis in 1997 was een keerpunt voor het bedrijf. De prijzen voor onderdelen stegen enorm, waardoor de operationele kosten voor het gebruik van Jeepneys stegen. De vraag ging omlaag, terwijl de productiekosten en loonkosten stegen. In 2000 werd Sarao Motors gereorganiseerd en werden 250 van de 300 medewerkers ontslagen. Na twee weken maakte het bedrijf een doorstart, met een veel lagere productie van zo'n 80 tot 100 exeamplaren per jaar. De leiding van het bedrijf ging nadien over naar Edgardo Sarao, een zoon van Leonardo.  
Sarao overleed in 2001 op 80-jarige leeftijd. Hij was getrouwd en kreeg vijf kinderen.